# Lombez
Lombez (gaskonsko Lombers) je naselje in občina v južnem francoskem departmaju Gers regije Jug-Pireneji. Leta 2008 je naselje imelo 1.804 prebivalce.

## Geografija
Naselje leži v pokrajini Gaskonji ob reki Save, 38 km jugovzhodno od Aucha.

## Uprava
Lombez je sedež istoimenskega kantona, v katerega so poleg njegove vključene še občine Betcave-Aguin, Cadeillan, Espaon, Garravet, Gaujac, Gaujan, Laymont, Meilhan, Mongausy, Montadet, Montamat, Montégut-Savès, Montpézat, Pellefigue, Puylausic, Sabaillan, Saint-Élix, Saint-Lizier-du-Planté, Saint-Loube, Sauveterre, Sauvimont, Simorre, Tournan in Villefranche s 4.741 prebivalci.
Kanton Lombez je sestavni del okrožja Auch.

## Zanimivosti
- gotska katedrala Božje Matere Marije iz 14. in 15. stoletja, sedež nekdanje škofije, ustanovljene 1317, ukinjene s konkordatom 1801, ko je njeno ozemlje bilo razdeljeno med škofijo Bayonne in nadškofijo Toulouse,
- kapela sv. Majana,
- nekdanji kapucinski samostan.